# HMS Khartoum (F45)
HMS Khartoum (F45) là một tàu khu trục lớp K được Hải quân Hoàng gia Anh Quốc chế tạo vào cuối những năm 1930. Khartoum đã phục vụ trong Chiến tranh Thế giới thứ hai cho đến khi bị đắm gần Aden, sau khi bị cháy do nổ ống phóng ngư lôi, vào ngày 23 tháng 6 năm 1940.

## Thiết kế và chế tạo
Khartoum được đặt hàng vào tháng 3 năm 1937 cho hãng Swan Hunter ở Tyne and Wear, và được đặt lườn vào ngày 27 tháng 10 năm 1937. Nó được hạ thủy vào ngày 6 tháng 2 năm 1939 và nhập biên chế cùng Hải quân Hoàng gia vào ngày 6 tháng 11 năm 1939. Tên nó được đặt theo thủ đô Khartoum của Sudan.

## Lịch sử hoạt động
Hoạt động đầu tiên của nó trong chiến tranh là vào ngày 19 tháng 12 năm 1939, trong khi được bố trí đến Firth of Clyde, nó là mục tiêu của một cuộc tấn công bằng ngư lôi bất thành của một tàu ngầm đối phương gần Holy Isle. Sau đó nó tiến hành một đợt săn tìm tàu ngầm trong 24 giờ nhưng không mang lại kết quả. Đến tháng 2 năm 1940, nó được điều động hộ tống các đoàn tàu vận tải đi Na Uy đặt căn cứ tại Rosyth, nơi nó chịu đựng những hư hại cấu trúc trong các hoạt động chống tàu ngầm ở tốc độ cao trong hoàn cảnh thời tiết xấu, và phải được gửi đến Falmouth để sửa chữa. Sau khi hoàn tất vào tháng 5 năm 1940, nó hỗ trợ cho các hoạt động của Bộ chỉ huy Nore nhằm triệt thoái nhân sự khỏi Hà Lan và Bỉ, nhưng lại bị trục trặc động cơ, và phải được gửi đến Portsmouth trong hai ngày để sửa chữa, vào lúc mà ký hiệu lườn của nó được thay đổi thành G45 nhằm mục đích cải thiện việc nhận dạng bằng mắt thường.
Vào ngày 8 tháng 5, Khartoum được đề cử để phục vụ cùng Chi hạm đội Khu trục 14 tại Địa Trung Hải, và vào ngày 16 tháng 5 đã khởi hành từ Plymouth để đi Gibraltar cùng với tàu chị em Kandahar. Vào ngày 23 tháng 5, chúng gia nhập chi hạm đội tại Alexandria, Ai Cập, và được bố trí làm nhiệm vụ tuần tra và hộ tống. Khartoum và Kandahar được cho tách ra cùng với những chiếc lớp K Kimberley và Kingston để trinh sát việc điều động các tàu chiến Ý từ Massawa thuộc Hồng Hải.
Vào tháng 6 năm 1940, Khartoum được bố trí tại Hồng Hải cùng các tàu khu trục chị em và tàu xà lúp thuộc Hải đội Đông Ấn, được chuẩn bị cho hoạt động bảo vệ tàu bè đi lại tại Hồng Hải. Khi xung đột với Ý nổ ra vào ngày 10 tháng 6, nó được bố trí tuần tra và hộ tống vận tải đặt căn cứ tại Aden. Đến ngày 21 tháng 6, nó tấn công chiếc Torricelli, một tàu ngầm Ý thuộc lớp Brin, nhưng không thành công; rồi đến ngày 23 tháng 6 lại được bố trí cùng Kandahar, Kingston và tàu xà lúp Shoreham để truy lùng Torricelli gần đảo Perim. Sau khi chặn được chiếc tàu ngầm đối phương, nó tham gia trận chiến mà cuối cùng đã đánh chìm Torricelli. Tuy nhiên, trong quá trình đụng độ, hỏa lực bắn trả của đối phương đã gây hư hại dàn ống phóng ngư lôi phía sau của Khartoum.
Sau đó, một buồng khí nén dùng vào việc phóng ngư lôi phát nổ, gây ra một đám cháy nghiêm trọng không kiểm soát được vốn đưa đến việc phát nổ hầm đạn của con tàu, làm thiệt mạng một thủy thủ và làm bị thương ba người khác, cũng như phá hủy cấu trúc phần đuôi con tàu phía sau phòng động cơ, và làm ngập nước nặng. Con tàu đắm ở một vị thế thăng bằng, với phần phía trước hoàn toàn ngập nước, và các thành viên thủy thủ đoàn được HMS Kandahar cứu vớt để đưa về Aden, Yemen. Tại địa điểm đắm tàu, ở tọa độ 12°38′B 43°24′Đ / 12,633°B 43,4°Đ, vẫn tiếp tục nhìn thấy được xác tàu sau khi chiến tranh kết thúc.
Một số nguồn không công nhận việc Khartoum bị mất do hỏa lực pháo của Torricelli, với dẫn chứng rằng đám cháy trên chiếc tàu khu trục chỉ bộc phát năm giờ rưỡi sau khi chiếc tàu ngầm bị đánh chìm: Torricelli bị đánh chìm lúc 06 giờ 24 phút giờ địa phương trong khi đám cháy bên trên Khartoum bắt đầu lúc 11 giờ 50 phút. Bình khí phóng ngư lôi đã đẩy một đầu đạn va vào tháp pháo 4,7 inch số 3; và một thùng dầu bị vỡ đã gây ra đám cháy mà cuối cùng khiến làm mất con tàu. Việc Khartoum bị mất dường như là do thiếu kinh nghiệm trong việc kiểm soát hư hỏng. Điều tra của Bộ Hải quân Anh đã loại trừ hư hại do hoạt động của đối phương hay phá hoại, cho dù những tù binh chiến tranh Ý vốn là thủy thủ của Torricelli đang được giam giữ trên tàu.